# Hybomys badius
Hybomys badius је врста глодара из породице мишева (лат. Muridae).

## Распрострањење
Ареал врсте је ограничен на једну државу. Камерун је једино познато природно станиште врсте.

## Станиште
Станишта врсте су шуме и планине.

## Угроженост
Ова врста се сматра угроженом.